# LG G4

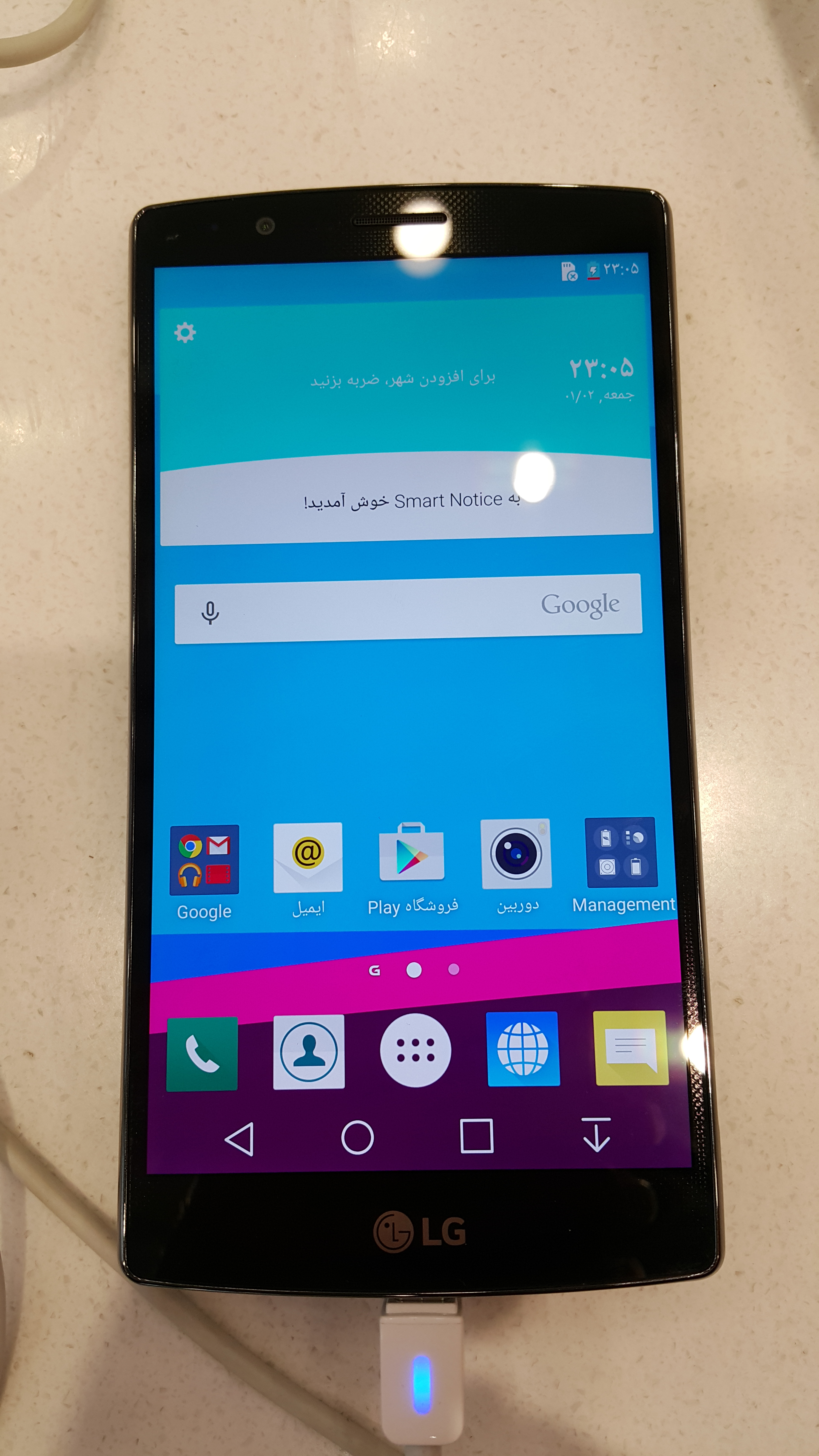
Display do LG G4

LG G4 é um smartphone Android desenvolvido pela LG Electronics. Lançado pela primeira vez na Coreia do Sul em 29 de abril de 2015, foi amplamente divulgado em Junho de 2015, sendo o sucessor do LG G3.